# Bakonyszentiván
Bakonyszentiván (németül: Sankt-Iwan) község Veszprém vármegyében, a Pápai járásban.

## Fekvése
A Bakonyalja lankái között, Veszprém vármegye északi részén fekszik. Külterületén áthalad a 832-es főút Pápa és Kisbér közötti szakasza; a faluközpontba az ebből elágazó 83 119-es mellékúton lehet eljutni, amely a település belterületén a Béke utca, majd a Zrínyi utca nevet viseli, és a települést elhagyva még továbbhalad Bakonyságig.
A településnek két lakott külterülete is van: Hangyálostanya és Szakácsmalom.

## Története
A település kialakulása a falu honlapján szereplő adatok szerint a 13. század közepére tehető, s nevét Keresztelő Szent Jánosról kapta. A 16. században, Magyarország török hódoltsága idején ez a környék is elnéptelenedett, majd később az Esterházy család birtokába került, amely német nemzetiségű családokat telepített be. Az új sváb telepesek évszázadokon át elsősorban mezőgazdaságból és fakitermelésből éltek. A 20. század történései nem kedveztek a településnek, ennek tudható be, hogy 1980-ban 200 fővel alacsonyabb volt Bakonyszentiván lélekszáma, mint két évszázaddal korábban, 1785-ben.

## A település jelene
Bakonyszentivánt jelenleg mintegy 250 állandó lakos lakja, akiknek több mint negyede nyugdíjas, s közülük sokan és egyre többen szorulnak gondozásra. Az aktív korú családok zöme három- vagy többgyermekes, de a település koreloszlása ennek ellenére is elöregedő tendenciát mutat. A fiatalok közül munkahely hiányában sokan elköltöztek a faluból. A közüzemi szolgáltatások közül a vezetékes víz- és gázellátás és a szervezett szemétszállítás biztosított, és ki van építve a telefon- és kábeltévé-hálózat is. 1997. augusztus 15. óta falugondnoki szolgálat működik, a postai ellátást pedig 2004. május 1. óta mozgópostai szolgáltatás biztosítja. A községben a "nagy" önkormányzat mellett német nemzetiségi önkormányzat is van háromfős képviselő-testülettel.

## Közélete

### Polgármesterei
- 1990–1994: Hlatkyné Lőrincz Edit (független)[8]
- 1994–1998: Hlatkyné Lőrincz Edit (független)[9]
- 1998–2002: Baranyai Miklós (független)[10]
- 2002–2006: Baranyai Miklós (független)[11]
- 2006–2010: Ledó Edit (független)[12]
- 2010–2014: Boldizsárné Ledó Edit (független)[13]
- 2014–2016: Ledó Edit (független)[14]
- 2016–2018: Karvas János (független)[15][16]
- 2019–2019: Frum István (független)[17]
- 2019–2024: Frum István (független)[18]
- 2024– : Frum István (független)[1]

A településen 2016. október 2-án időközi polgármester- és képviselő-testületi választást kellett tartani, mert a képviselő-testület június 27-én feloszlatta magát, miután a képviselők nem értettek egyet a polgármester fejlesztési elképzeléseivel. A választáson az addigi polgármester asszony is elindult, de a győztestől jelentősen lemaradva (alig negyedannyi szavazatot szerezve) csak a második helyet érte el a három induló közül.
Még ugyanabban az önkormányzati ciklusban, 2019. február 17-én újra időközi polgármester-választást kellett tartani Bakonyszentivánon a bő két évvel korábban megválasztott polgármester halála miatt; posztjáért ekkor már csak egy jelölt indult.

## Népesség
A település népességének változása:
| Lakosok száma | 220  | 224  | 232  | 217  | 216  | 217  | 215  |
|               | 2013 | 2014 | 2015 | 2021 | 2022 | 2023 | 2024 |

A 2011-es népszámlálás idején a lakosok 95,2%-a magyarnak, 18,7% németnek, 10% cigánynak, 0,5% szerbnek mondta magát (4,3% nem nyilatkozott; a kettős identitások miatt a végösszeg nagyobb lehet 100%-nál). A vallási megoszlás a következő volt: római katolikus 79,4%, református 1,4%, evangélikus 1,4%, felekezeten kívüli 3,8% (12,9% nem nyilatkozott).
2022-ben a lakosság 88,4%-a vallotta magát magyarnak, 19,4% németnek, 1,9% cigánynak, 0,5% görögnek, 0,5% szlováknak, 1,9% egyéb, nem hazai nemzetiségűnek (8,3% nem nyilatkozott; a kettős identitások miatt a végösszeg nagyobb lehet 100%-nál). Vallásuk szerint 46,8% volt római katolikus, 2,3% református, 0,9% evangélikus, 0,5% görög katolikus, 12,5% felekezeten kívüli (37% nem válaszolt).

## Látnivalók
Római katolikus temploma 1794-ben épült késő barokk stílusban. A templom oltárképe (1801) Schmidt József munkája. Érdekessége a kápolnájában látható altöttingi Szűzanya-szobor. 
Fontos építészeti emlék az 1873-ban készült Kálvária is, melynek építtetője a kereszten lévő monogram szerint Tülmann Jánosné Radics Magdolna lehetett. Érdekessége, hogy nem 14, csak 7 stációja van (a kápolnával együtt). 
A helyi német nemzetiség építészeti emléke a főúti leágazásnál látható érdekes kőkép.